# MV Rena
Pour les articles homonymes, voir Rena.
Le MV Rena est un porte-conteneurs de 37 209 tjb, long de 235 m, d'une capacité de 3 032 EVP construit en 1990 par Howaldtswerke-Deutsche Werft en Allemagne.
Il est propriété de Costamare, géré par Ciel Shipmanagement et affrété par Mediterranean Shipping Company (MSC) pour une durée de cinq ans. Il est enregistré à Monrovia au Liberia.
Le 5 octobre 2011, le MV Rena s'échoue sur le récif de l'Astrolabe, près de Tauranga, en Nouvelle-Zélande. Il libère les jours suivants une importante nappe de pétrole, cause d'une marée noire sur la baie de Plenty.
Il transportait 1 351 conteneurs au moment de l'accident.
Le ministre de l'Environnement néo-zélandais Nick Smith qualifie la marée noire de « pire catastrophe environnementale » dans le pays.